# Shimomura Kanzan

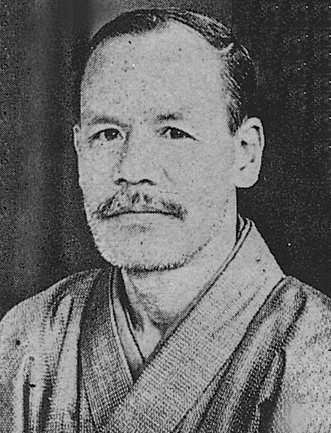
Shimomura Kanzan

Shimomura Kanzan (japanisch 下村 観山; geb. 10. April 1873 in Wakayama; gest. 10. Mai 1930, eigentlicher Name Seisaburō (晴三郎)) war ein japanischer Maler der Nihonga-Richtung.

## Leben und Werk
Kanzans Vorfahren waren in langer Tradition Nō-Musiker im Dienste der Kishū-Tokugawa gewesen. 1881 zog die Familie nach Tokio, wo sein Vater mit dem Stempelschneiden seinen Lebensunterhalt verdiente. Kanzan begann ein Kunststudium unter Kanō Hōgai und Hashimoto Gahō. Ab 1889 studierte er an der neu gegründeten „Kunstakademie Tokio“ (東京美術学校, Tōkyō bijutsu gakkō), der Vorläufereinrichtung der Tōkyō Geijutsu Daigaku, an der er 1894 seinen Abschluss machte. Der Direktor der Schule, Okakura Kakuzō, ernannte ihn anschließend zum Lehrbeauftragten an der Schule.
Shimomura gewann Silbermedaillen für Arbeiten, die er auf den Ausstellungen der „Gesellschaft für japanische Malerei“ (日本絵画協会, Nihon kaiga kyōkai) zeigte. Als Okakura 1898 verärgert die Leitung der Kunstakademie aufgab, folgte er ihm zusammen mit anderen Künstlern an Okakuras Neugründung, an die private Kunstschule Nihon bijutsu-in. In den dort veranstalteten Ausstellungen gewann er mehrere Male eine Gold- oder Silbermedaille.
1901 übernahm Shimomura wieder eine Lehrfunktion an der Kunstakademie. Anfang 1903 wurde er vom Kultusministerium als erster Maler der Nihonga-Richtung für zwei Jahre nach Europa entsandt, wobei er sich vor allem in England mit Aquarellmalerei befasste, aber auch Belgien, Frankreich, Italien, Niederlande u. a. Länder besuchte. Ende 1905 kehrt er schließlich nach Japan zurück. Als dann das Nihon bijutsu-in aus wirtschaftlichen Gründen nach Izura in der Präfektur Ibaraki verlegt wurde, folgte er, zusammen mit Yokoyama Taikan und Hishida Shunsō, dorthin. Die drei arbeiteten zusammen und gestalteten mehrfach gemeinsam Bildrollen-Paare.
1907 wurde Shimomura vom Kultusministerium als Berater für die vom Ministerium organisierte staatliche Kunstausstellung (abgekürzt als Bunten) berufen. Sein dort ausgestelltes Werk „Herbst unter Bäumen“ (木の間の秋, Ko-no-ma no aki) fand Beachtung. 1908 schied er erneut aus der staatlichen Kunstakademie aus. Im selben Jahr zeigte er die Bildrolle „Besuch des Kaisers in Ōhara“ (大原御幸, Ōhara gokō) in der Ausstellung der Kunstgesellschaft Kokuga gyokusei-kai (国画玉成会).
1910 und 1911 wirkte er als Mitglied der Jury der Bunten-Ausstellung. 1912 zog er von Izura zurück nach Tokyo. 1914 lehnte er es ab, weiter als Mitglied der Jury für die Bunten-Ausstellung zu wirken. Er bemühte sich vielmehr, zusammen mit Yokoyama und Yasuda Yukihiko, das Nihon bijutsu-in in Tokio zu reaktivieren. Hier wirkte er weiter, zusammen mit Yokoyama, um die Entwicklung des Nihonga voranzutreiben. Aus dieser Zeit stammt sein bekanntestes Werk, sein Stellschirm-Paar „Bettelmönch“ (弱法師, Yoro-boshi; 1915) und das posthume Porträt Okakuras mit dem Titel Tenshin sensei (天心先生, 1922, verbrannt), die auf den Ausstellungen des Nihon bijtsu-in gezeigt wurden. 1917 wurde Shimomura zum „Mitglied der Kaiserlichen Künstlerkammer“ (帝室技芸員, Teishitsu gigei-in) ernannt.
Shimomura hatte sich mit dem Yamato-e befasst, hatte die Rimpa-Schule, die Malerei der Song-Zeit, aber auch die europäische Malerei studiert. Er besaß umfassende Kenntnisse über den Buddhismus, Literatur, Biographien, um daraus Themen für seine Werke zu übernehmen. Er beeinflusse so die nächste Maler-Generation, insbesondere Maeda Seison (1885–1977).

## Bilder

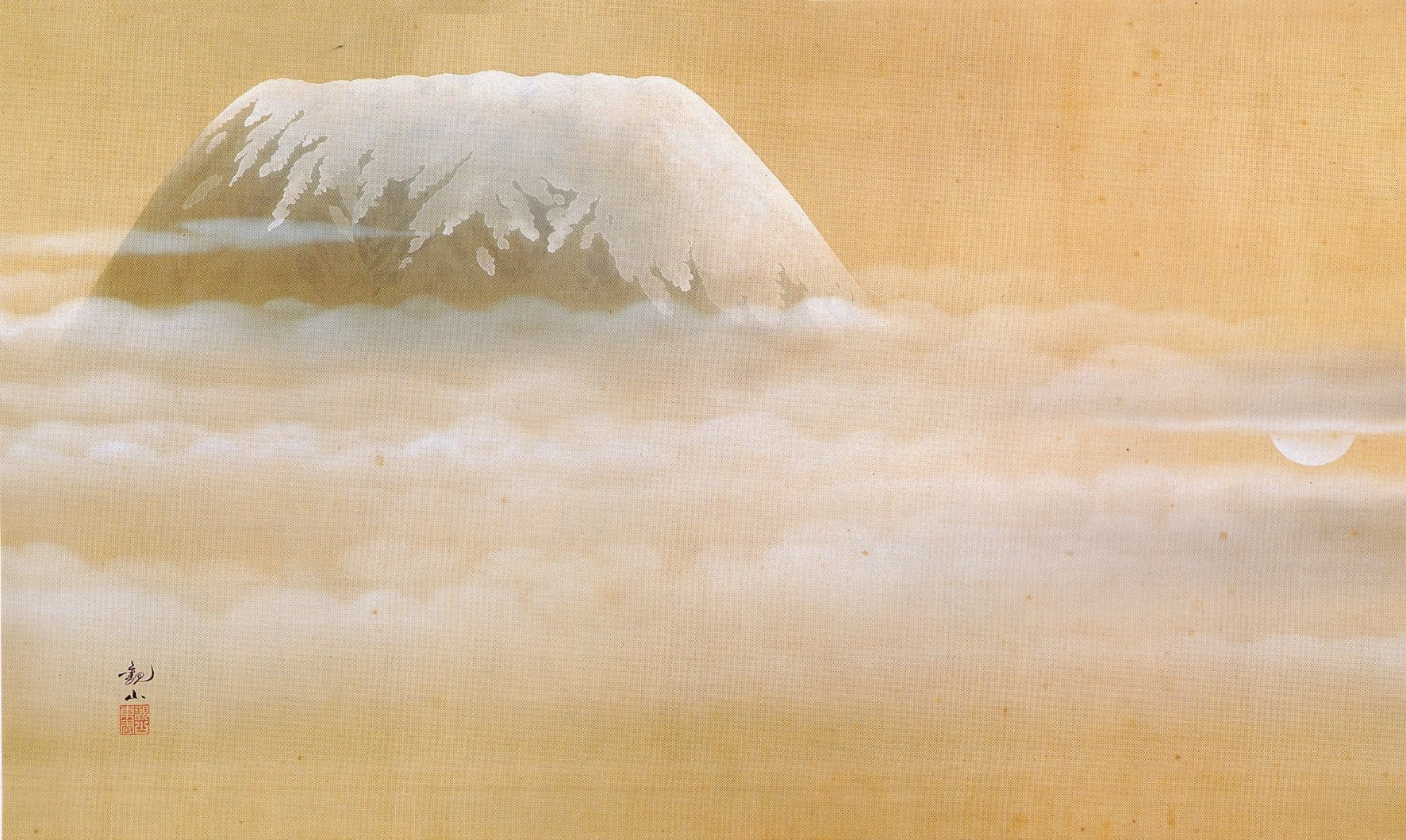
Fuji, 1914
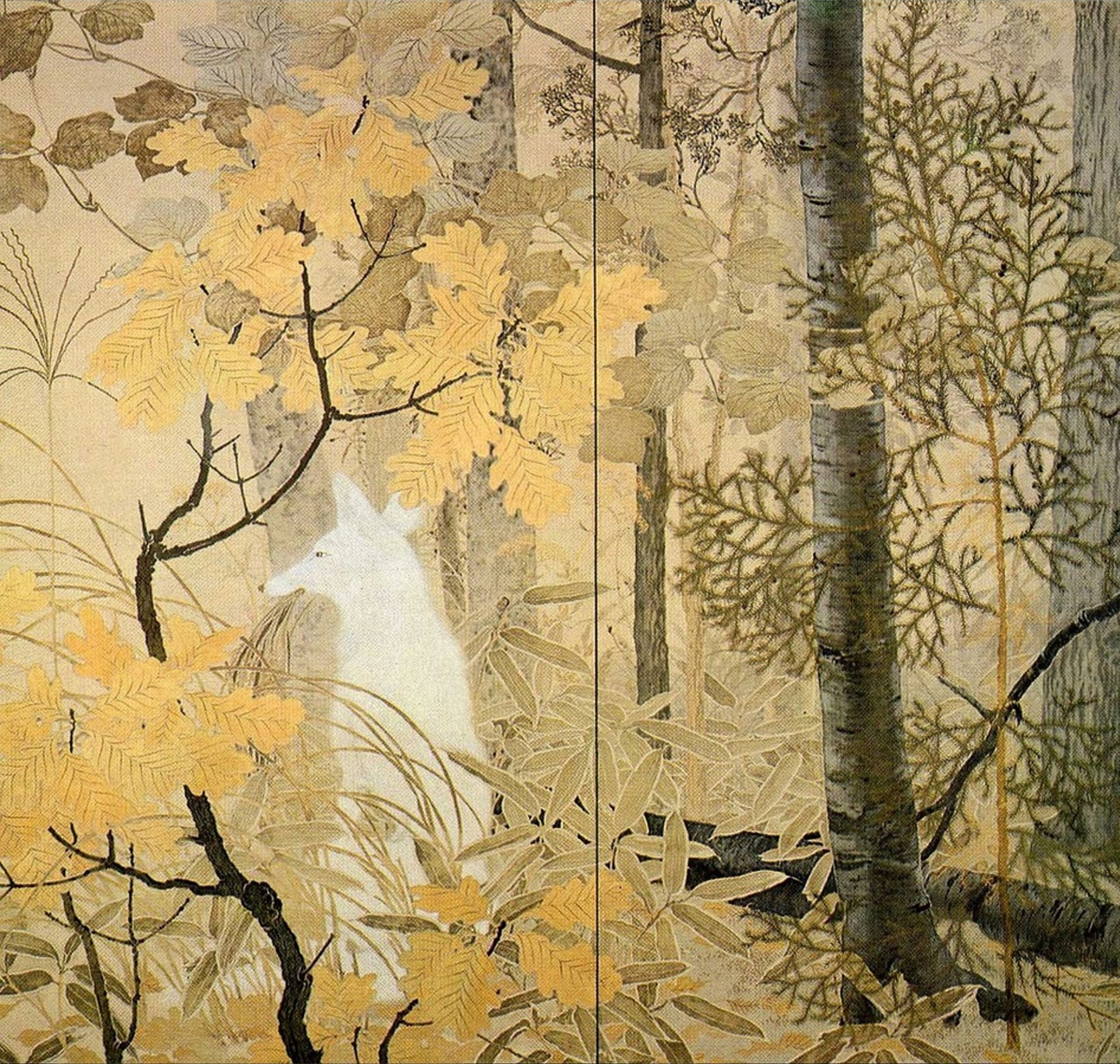
„Der weiße Fuchs“, 1914[A 3]
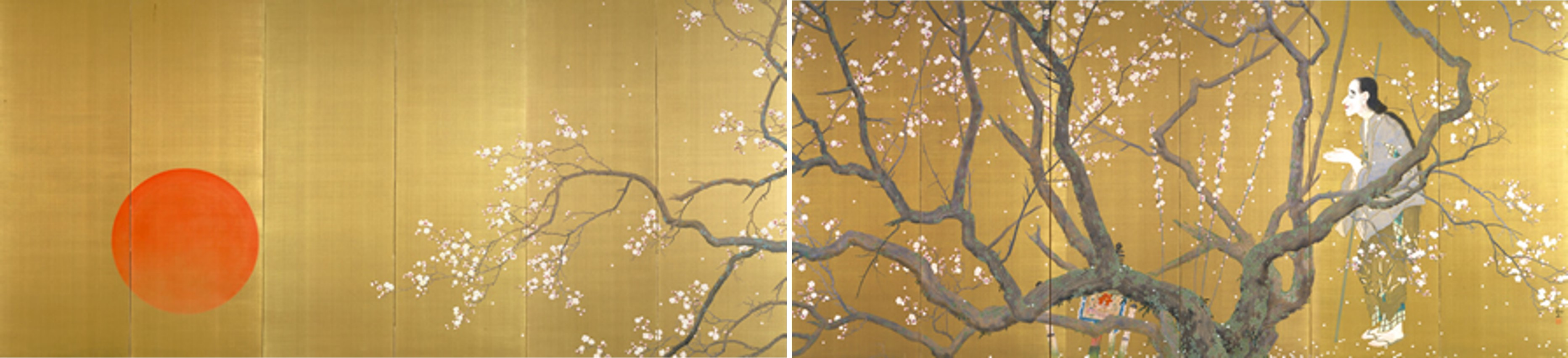
„Bettelmönch“, 1915 (Wichtiges Kulturgut)
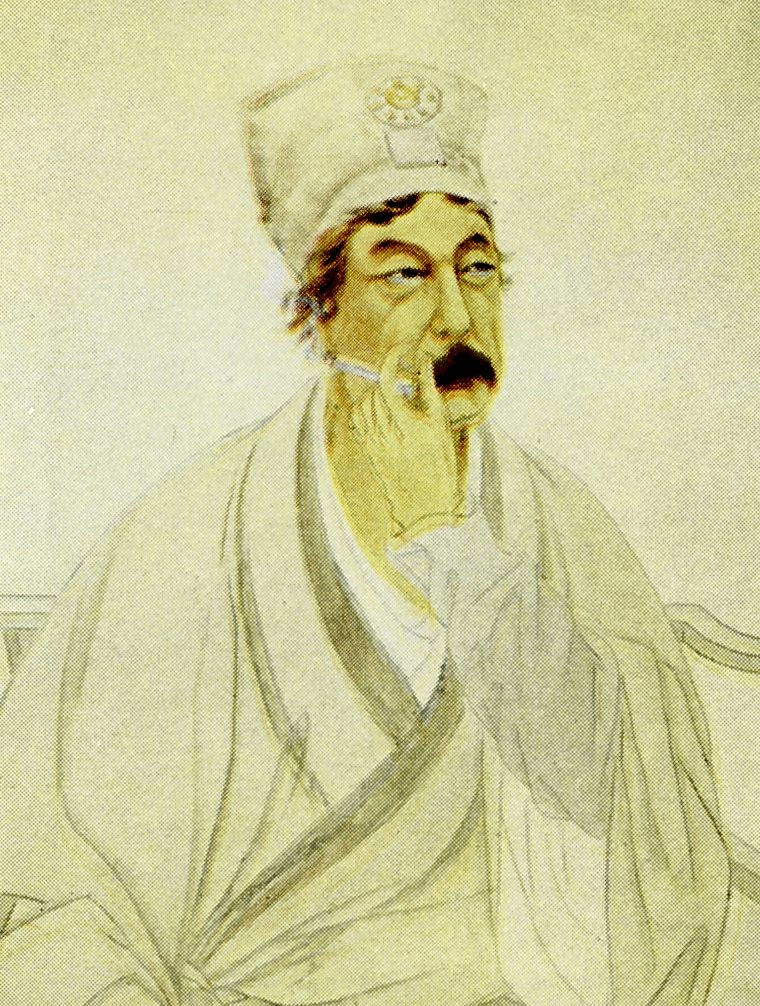
Okakura, Zeichnung